# Joan Hannah
Joan Lee Hannah (Boston, 27 aprile 1939) è un'ex sciatrice alpina statunitense.

## Biografia

### Stagioni 1955-1961
Sciatrice polivalente originaria di Franconia e figlia dello sciatore alpino e nordico Sel, Joan Hannah debuttò in campo internazionale in occasione degli International American Championships 1955 (Stowe, 18-20 marzo), dove si classificò 15ª nella discesa libera, 18ª nello slalom gigante e 20ª nello slalom speciale; nel 1959 vinse lo slalom gigante dei Nor Am Championships (Squaw Valley, 21-23 febbraio), si piazzò 2ª sia nello slalom gigante sia nello slalom speciale della Roch Cup (Aspen, 6-8 marzo) e vinse la discesa libera dei Vermont Championships (Stowe, 13-15 marzo).
Agli VIII Giochi olimpici invernali di Squaw Valley 1960, suo esordio olimpico e iridato, fu 21ª nella discesa libera del 20 febbraio, la sola gara nella quale prese il via; nel prosieguo di quella stagione si classificò 3ª nella discesa libera, nello slalom gigante e nella combinata degli International American Championships (Stowe, 11-13 marzo) e nel 1961 si piazzò 2ª nella discesa libera, 3ª nella slalom speciale e 3ª nella combinata della Harriman Cup (Sun Valley, 24-26 marzo).

### Stagioni 1962-1966
Nella stagione 1961-1962 fu 2ª nello slalom gigante del Grand Prix du Savoie (Courchevel, 5-7 gennaio) e ai successivi Mondiali di Chamonix 1962 (10-18 febbraio) conquistò il risultato più prestigioso della sua carriera, la medaglia di bronzo nello slalom gigante vinto dall'austriaca Marianne Jahn davanti alla connazionale Erika Netzer; si classificò inoltre 19ª nella slalom speciale e non completò la discesa libera.
Ai IX Giochi olimpici invernali di Innsbruck 1964 (29 gennaio-9 febbraio), sua ultima presenza olimpica, si piazzò 15ª nella discesa libera, 26ª nello slalom gigante, 19ª nello slalom speciale e 12ª nella combinata, disputata in sede olimpica ma valida solo ai fini dei Mondiali 1964; nel prosieguo di quella stagione fu 3ª nella discesa libera, 2ª nello slalom gigante e 2ª nella combinata degli Eastern ASA Championships (Stowe, 13-15 marzo), 1ª e 2ª nei due slalom giganti della Roch Cup (Aspen, 3-5 aprile) e 3ª nello slalom gigante e nella combinata del Barbara Henneberger Memorial (Sugar Bowl, 25-26 aprile). Nel 1965 si classificò 2ª nella discesa libera della Roch Cup (Aspen, 29-31 gennaio); l'anno dopo ai Mondiali di Portillo 1966 (5-14 agosto), suo congedo agonistico, si piazzò 12ª nella discesa libera e 19ª nello slalom gigante.

## Palmarès

### Mondiali
- 1 medaglia:
  - 1 bronzo (slalom gigante a Chamonix 1962)

### Classiche
Roch Cup
- 1 vittoria (slalom gigante ad Aspen 1964)

### Campionati statunitensi
- 14 medaglie (dati parziali):
  - 6 ori (in slalom gigante[1], tra i quali nel 1965[16])
  - 8 argenti (slalom gigante, slalom speciale nel 1959[4]; discesa libera, slalom gigante, slalom speciale, combinata nel 1964[17]; slalom gigante, combinata nel 1966[18])